# Supercupen 2011
La Supercupen 2011 fu la 5ª edizione della Supercupen, annuale incontro tra la vincitrice della Allsvenskan e la vincitrice della Svenska Cupen. La partita si disputò allo Swedbank Stadion di Malmö, in data 19 marzo 2011, e a contendersi il trofeo furono 
Helsingborg e Malmö. Fu la prima apparizione del Malmö nella Supercupen, mentre si trattò della seconda per l'Helsingborg. Fu proprio quest'ultima squadra ad imporsi per 2-1, grazie ad una rete di Erik Sundin allo scadere.

## Tabellino
| Arbitro: | Strömbergsson (Gävle) |

|                |           |                       |
| Figueiredo 16’ | Marcatori | 7’ Nilsson 90’ Sundin |

| Malmö FF | Helsingborg |

### Formazioni
| Malmö FF (4-4-2) |    |                      |     |
|                  |    |                      |     |
| POR              | 25 | Dušan Melichárek     |     |
| TD               | 2  | Ulrich Vinzents      |     |
| DC               | 16 | Yago Fernández       | 36’ |
| DC               | 8  | Daniel Andersson (C) |     |
| TS               | 20 | Ricardinho           |     |
| CD               | 26 | Jiloan Hamad         |     |
| CC               | 9  | Wílton Figueiredo    | 17’ |
| CC               | 11 | Jeffrey Aubynn       | 82’ |
| CS               | 21 | Jimmy Durmaz         | 72’ |
| ATT              | 24 | Agon Mehmeti         |     |
| ATT              | 7  | Daniel Larsson       | 84’ |
| A disposizione:  |    |                      |     |
| POR              | 30 | Dejan Garača         |     |
| DIF              | 15 | Pontus Jansson       |     |
| DIF              | 22 | Stenström            |     |
| CEN              | 5  | Miljan Mutavdžić     | 84’ |
| CEN              | 14 | Guillermo Molins     | 72’ |
| CEN              | 18 | Amin Nazari          |     |
| ATT              | 19 | Dardan Rexhepi       |     |
| Allenatore:      |    |                      |     |
| Roland Nilsson   |    |                      |     |

| Helsingborg (4-4-2) |    |                       |  |     |
|                     |    |                       |  |     |
| POR                 | 30 | Pär Hansson (C)       |  |     |
| TD                  | 21 | Christoffer Andersson |  |     |
| DC                  | 24 | Marcus Nilsson        |  |     |
| DC                  | 26 | Peter Larsson         |  |     |
| TS                  | 14 | Erik Edman            |  | 33’ |
| CD                  | 19 | Rasmus Jönsson        |  | 83’ |
| CC                  | 6  | May Mahlangu          |  |     |
| CC                  | 8  | Ardian Gashi          |  | 82’ |
| CS                  | 4  | Marcus Bergholtz      |  | 66’ |
| ATT                 | 10 | Alexander Gerndt      |  |     |
| ATT                 | 9  | Erik Sundin           |  | 90’ |
| A disposizione      |    |                       |  |     |
| POR                 | 1  | Daniel Andersson      |  |     |
| DIF                 | 15 | Markus Holgersson     |  | 90’ |
| DIF                 | 23 | Erik Wahlstedt        |  |     |
| CEN                 | 7  | Mattias Lindström     |  | 83’ |
| CEN                 | 13 | Rachid Bouaouzan      |  | 66’ |
| CEN                 | 27 | Johan Eiswohld        |  |     |
| CEN                 | 28 | Simon Thern           |  |     |
| Allenatore:         |    |                       |  |     |
| Conny Karlsson      |    |                       |  |     |